# Ek Do Teen
Ek Do Teen è un singolo della cantante indiana Shreya Ghoshal, pubblicato 19 marzo 2018 come estratto dalla colonna conora Baaghi 2.

## Descrizione
Il brano contiene musiche di Sandeep Shirodkar e testi di Javed Akhtar. Questa canzone è il remake di quella in lingua hindi omonimo del film Tezaab.